# Psychoda cristula
Psychoda cristula és una espècie d'insecte dípter pertanyent a la família dels psicòdids.

## Descripció
- La femella fa 0,88 mm de llargària a les antenes, mentre que les ales li mesuren 1,57 de longitud i 0,62 d'amplada.
- Les antenes de la femella presenten 14 segments.
- El mascle no ha estat encara descrit.[2]

## Distribució geogràfica
Es troba a les illes Filipines: Mindanao.